# Settimo Torinese
Settimo Torinese é uma comuna italiana da região do Piemonte, província de Turim, com cerca de 45.495 habitantes. Estende-se por uma área de 32 km², tendo uma densidade populacional de 1422 hab/km². Faz fronteira com Leinì, Volpiano, Caselle Torinese, Brandizzo, San Raffaele Cimena, Borgaro Torinese, Gassino Torinese, Castiglione Torinese, Torino, San Mauro Torinese.

## Demografia
| Variação demográfica do município entre 1861 e 2011                               |
|                                                                                   |
| Fonte: Istituto Nazionale di Statistica (ISTAT) - Elaboração gráfica da Wikipedia |